# Masaccio

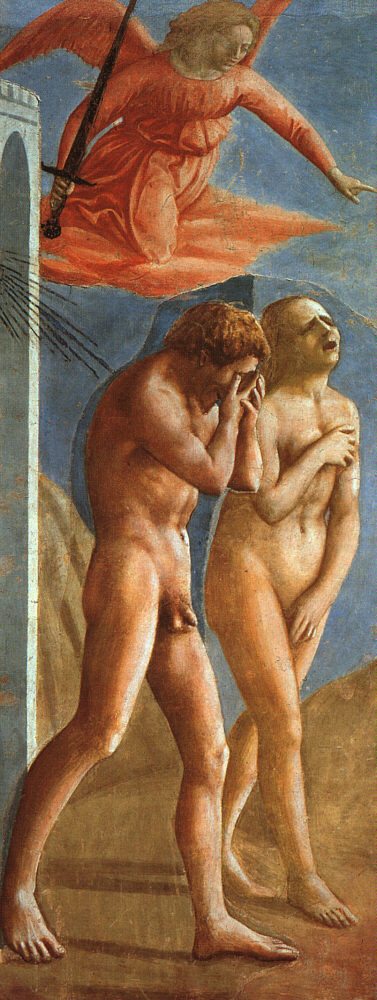
Wygnanie z raju, Kaplica Brancaccich, Santa Maria del Carmine

Masaccio, właśc. Tommaso di Ser Giovanni di Simone (ur. 21 grudnia 1401 w San Giovanni Valdarno, w prowincji Arezzo, zm. 1428 w Rzymie) – włoski malarz quattrocenta.
Przypuszczalnie był synem notariusza. Jako jeden z pierwszych artystów w kręgu kultury zachodniej tworzył przekonujące pod względem anatomicznym wizerunki nagiego ludzkiego ciała. Wraz z architektem Filippem Brunelleschim i rzeźbiarzem Donatellem, Masaccio stał się pionierem renesansu. Dzięki Brunelleschiemu zdobył wiedzę o matematycznych proporcjach, natomiast od Donatella przejął zainteresowanie sztuką antyczną, co sprawiło, że nie poddał się rozpowszechnionemu wtedy stylowi gotyckiemu. Jego malarstwo nie koncentrowało się na detalach i ornamentacji, lecz przedstawiało świat w sposób sumaryczny, a płaskie plamy zastąpiło iluzją trójwymiarowości.
Przetrwały tylko cztery prace, o których w sposób niekwestionowany można powiedzieć, że są dziełem Masaccia. Jednakże różne inne obrazy, w całości lub części, także przypisuje się właśnie jemu. Wszystkie dotyczą tematów religijnych. Twórczość Masaccia wywarła duży wpływ na późniejszą sztukę florencką.

## Trójca Święta
Do jego najsławniejszych dzieł należy fresk z lat 1425–1428, namalowany w kościele Santa Maria Novella we Florencji, z przedstawieniem Trójcy Świętej w otoczeniu Maryi, św. Jana Ewangelisty i pary fundatorów. W dziele tym po raz pierwszy w pełni zastosowano prawidłową perspektywę (prawdopodobnie wykreśloną przez Brunelleschiego).

## Freski w Kaplicy Brancaccich
Kolejne ważne dzieło to freski z kaplicy Brancaccich (Florencja), namalowane wspólnie z Masolinem w latach 1426–1427. Do najsłynniejszych należą Wygnanie z raju i Grosz czynszowy, gdzie Masaccio w niespotykany dotąd sposób wykorzystał efekty światłocieniowe. Światło nie jest jednolite i rozproszone, jak do tej pory, ale pada z jednego, precyzyjnie określonego źródła (rzeczywiste okno kaplicy).
Giorgio Vasari tak napisał o freskach Masaccia:
Kaplica Brancaccich we florenckim kościele Santa Maria del Carmine była odwiedzana przez niezliczonych artystów. Uczyli się oni sztuki, kopiując postacie wyglądające jak żywe, którym nie dorównywały żadne z malowanych współcześnie. Masaccio dał początek pięknemu stylowi nowoczesnemu; wszyscy malarze i rzeźbiarze, którzy studiowali w tej kaplicy, stali się wybitnymi i uznanymi artystami. Byli to m.in.: Fra Angelico, Filippo Lippi, jego syn Filippino (ten, który ukończył dzieło Masaccia), Baldovinetti, Andrea del Castagno, Andrea del Verrocchio, Domenico Ghirlandaio, Sandro Botticelli i boski Michał Anioł; również Rafael ukształtował tam swój styl, a także Lorenzo di Credi (...). Słowem wszyscy, którzy chcieli zaznajomić się z wielką sztuką, szli po naukę do kaplicy, aby uzyskać od Masaccia wskazówki i zasady tworzenia pięknych postaci.

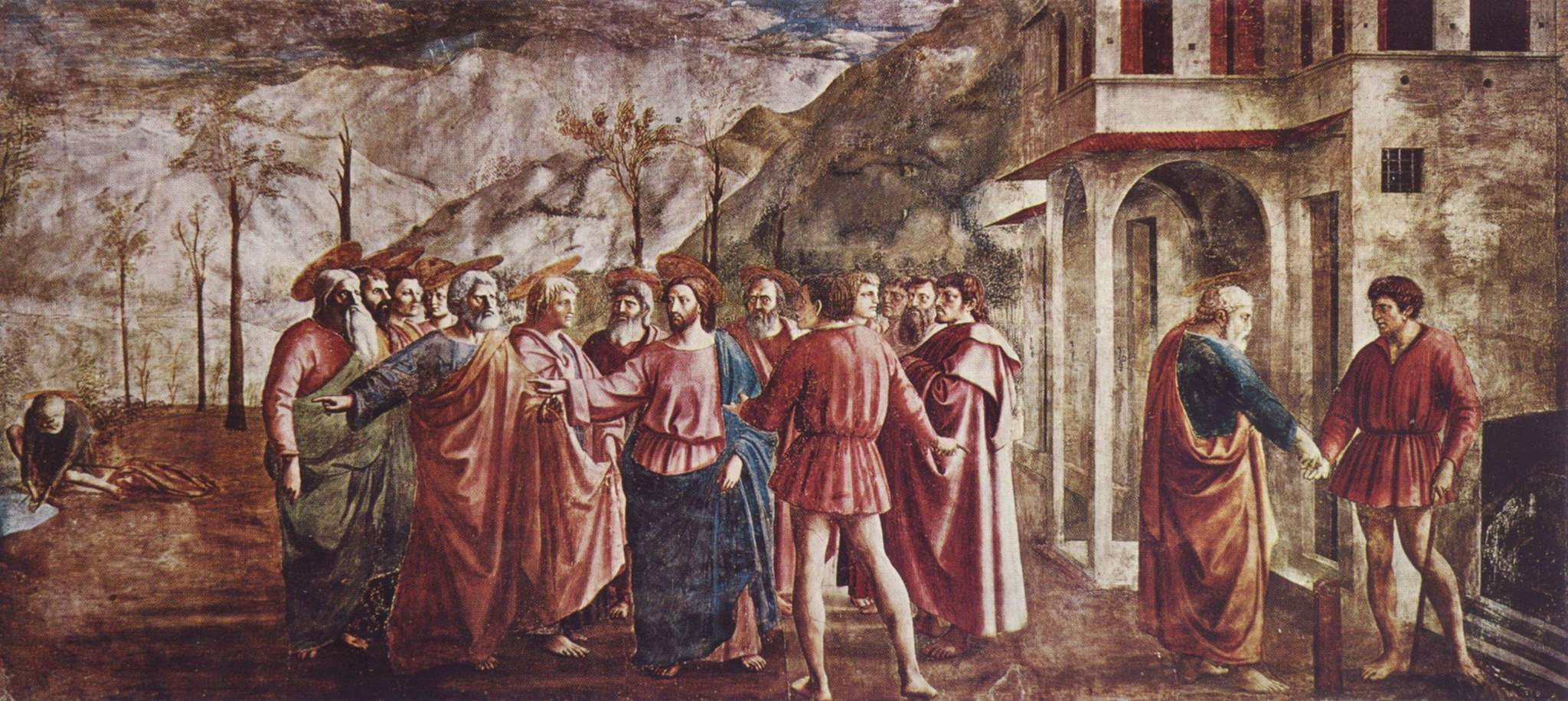
Grosz czynszowy
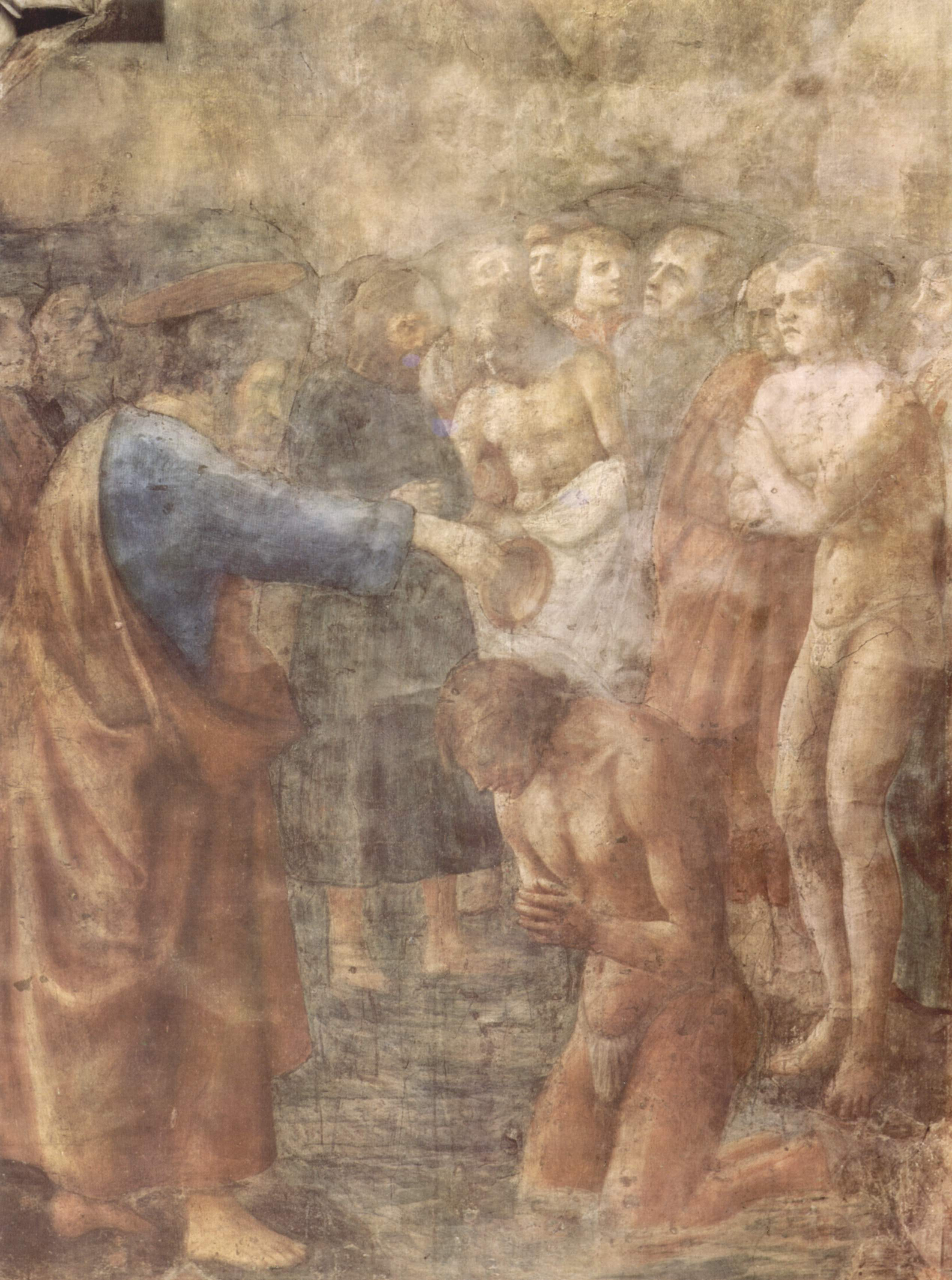
Chrzest neofitów
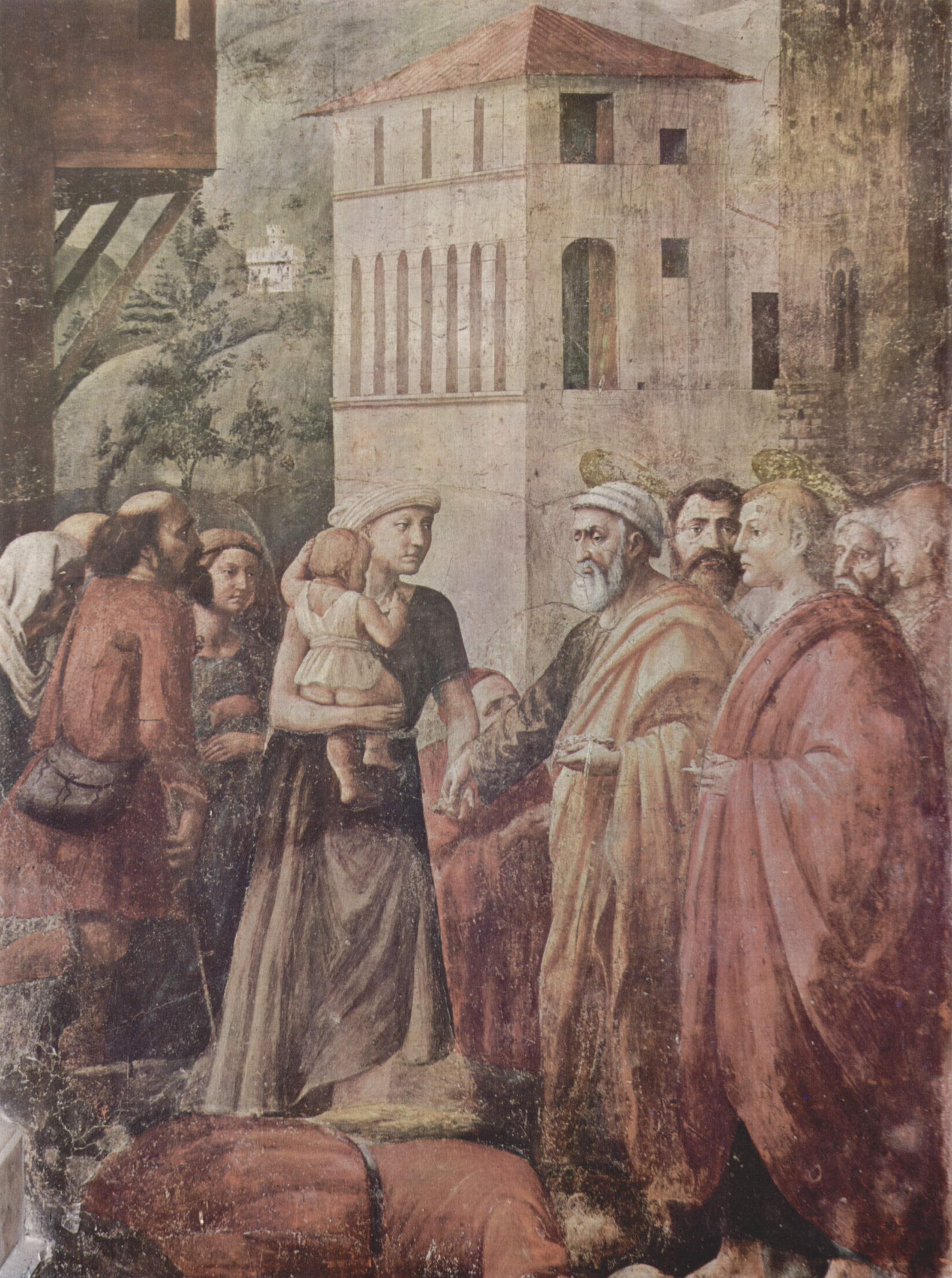
Rozdanie dóbr gminy potrzebującym i śmierć Ananiasza
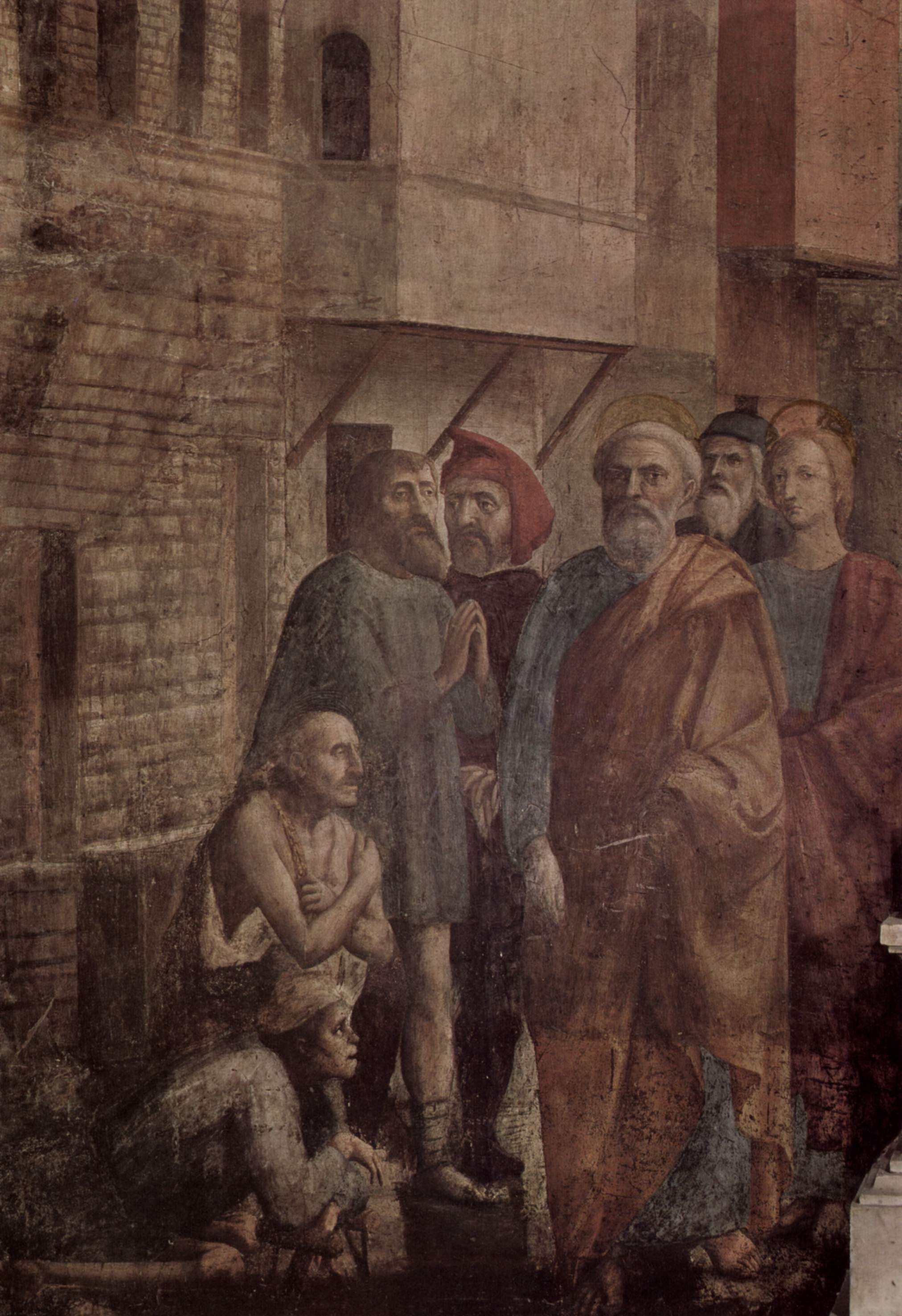
Św. Piotr uzdrawiający chorych swoim cieniem

## Dzieła
- Madonna z Dzieciątkiem i św. Anną – 1424, Galeria Uffizi we Florencji
- Ukrzyżowanie – 1426, Museo di Capodimonte, Neapol
- Madonna z Dzieciątkiem i aniołami – 1426, National Gallery w Londynie
- Adoracja Dzieciątka – 1426, Gemäldegalerie, Berlin
- Ukrzyżowanie św. Piotra i ścięcie św. Jana Chrzciciela – 1426, tempera na desce, 21 × 61 cm, Gemäldegalerie, Berlin
- Tryptyk Colonna
  - Św. Hieronim i św. Jan Chrzciciel (panel lewy) – 1428, 114 × 55 cm, National Gallery w Londynie
  - Założenie Bazyliki Matki Bożej Większej (panel środkowy rewers) – 1428, 144 × 76 cm, Museo di Capodimonte, Neapol
  - Św. Jeremiasz i św. Jan Chrzciciel (panel prawy) – 1428, 114,3 × 54,3 cm, Philadelphia Museum of Art, Filadelfia
  - Św. Piotr i św. Paweł (panel lewy rewers) – 1428, 114 × 55 cm, Philadelphia Museum of Art, Filadelfia
  - Wniebowzięcie Matki Boskiej (panel środkowy) – 1428, 144 × 76 cm, Museo di Capodimonte, Neapol
  - Św. Liberiusz i św. Maciej (panel prawy rewers) – 1428, 114 × 55 cm, National Gallery w Londynie
- Święta Trójca – 1425, Kościół Santa Maria Novella we Florencji
- Adam i Ewa
- Anna Samotrzeć z pięcioma aniołami – 1425
- Chrzest neofitów – 1425-1427
- Grosz czynszowy – 1425-1427
- Święty Piotr uzdrawiający chorych swoim cieniem – 1426-1427
- Maria z Dzieciątkiem i czterema aniołami – 1425
- Portret młodzieńca z profilu – 1425
- Narodziny (tondo) – 1427-1428
- Tryptyk w kościele św. Juwenalisa w Cascii – 1422
- Wygnanie z Raju – 1425-1427